# برنت (ویسکانسین)
برنت (به انگلیسی: Brant) یک منطقهٔ مسکونی در ایالات متحده آمریکا است که در چیلتون واقع شده‌است. برنت  ۲۸۴٫۹۹ متر بالاتر از سطح دریا واقع شده‌است.